# Juniperus formosana
Juniperus formosana es una especie de conífera perteneciente a la familia Cupressaceae. Se encuentra solamente en China y Taiwán.

## Descripción
Es un árbol de hoja perenne, raramente como arbusto. Alcanza un tamaño de 15 a 25 metros de altura. La corteza es fibrosa de color marrón y se desprende en tiras. La corona tiene una forma cilíndrica en forma de pirámide. Las hojas son verdes en forma de agujas tienen una longitud de 1,2 a 2,0 centímetros y una anchura de 1,2 a 2 milímetros. Aparecen en verticilos de tres. Los conos masculinos tienen un diámetro de 4 a 6 milímetros esféricos o de forma elíptica. Las bayas de los conos están a una distancia de 6 a 9 mm y un grosor de 6 a 8 milímetros de forma esférica a ampliamente ovadas. Hacia la madurez, son de color naranja a marrón rojizo oscuro y en ocasiones tienen un tinte azulado-verde. 

## Distribución y hábitat
El área de distribución natural del enebro de Formosa se encuentra en China y en la isla de Taiwán. En China, se encuentran en el sur de Anhui, en el oeste de Fujian, este de Gansu, Guizhou, en el oeste de Hubei, en el sur de Hunan, en el sur de Jiangsu, Jiangxi, al noreste de Qinghai, en el sur de Shaanxi, Sichuan, Xizang, Yunnan y en Zhejiang donde crece en altitudes de 200 a 3600 metros. Crece principalmente en los bosques mixtos con Yushania.

## Taxonomía
Juniperus formosana fue descrita por Bunzō Hayata y publicado en Journal of the College of Science, Imperial University of Tokyo 25(19): 209, pl. 38. 1908.
Etimología
Juniperus: nombre genérico que procede del latín iuniperus, que es el nombre del enebro.
formosana: epíteto geográfico que alude a su localización en la isla de Formosa (antiguo nombre de Taiwán).
Sinonimia
- Juniperus formosana var. concolor Hayata	[5]

var. mairei (Lemée & H.Lév.) R.P.Adams & C.F.Hsieh
- Juniperus chekiangensis Nakai
- Juniperus formosana subsp. mairei (Lemée & H.Lév.) Silba
- Juniperus formosana var. sinica
- Juniperus formosana f. tenella Hand.-Mazz.
- Juniperus mairei Lemée & H.Lév.[6]